# Palazzo dei Marescialli
Palazzo dei Marescialli (dal 2024 Palazzo Bachelet) è un palazzo di Roma sito in piazza dell'Indipendenza, nel rione Castro Pretorio. Dal 1962 è sede del Consiglio superiore della magistratura.

## Storia
Nell'ambito della realizzazione di piazza dell'Indipendenza nel 1877 fu ottenuta una licenza edilizia per la costruzione di un villino tra la piazza e via San Martino della Battaglia su progetto dell'ingegnere Luigi Bedeschi. Tale progetto non fu mai realizzato ma due anni dopo il direttore della Banca Tiberina presentò al sindaco reggente di Roma Emanuele Ruspoli un altro progetto per la realizzazione di un palazzo alto 19 metri per quattro piani di proprietà del senatore Giacomo Astengo. Il progetto fu approvato nel giugno 1879 e i lavori, iniziati nello stesso anno, si conclusero presumibilmente nel 1881, anno a cui risalgono le licenze di abitabilità dei vari piani del palazzo.
Alla morte di Astengo nel 1884 il palazzo fu ereditato dalla figlia Elisa sposata con Enrico Baldini mentre dalla voltura del 6 agosto 1919 risulta proprietario il conte Silvio Brunori. Quest'ultimo commissionò un progetto di ampliamento dell'immobile, realizzato dagli ingegneri Guido Romanelli ed E. Ambrosini, che però non fu mai attuato poiché il 26 agosto 1920 la proprietà fu acquistata da Rosa Sestieri in Castelnuovo ed Enrico Castelnuovo. Quest'ultimo ottenne la licenza per l'ampliamento dell'edificio, accorpando il vicino villino Castelnuovo, ed affidò il progetto all'ingegnere Enrico Paniconi. I lavori iniziarono nello stesso anno e si conclusero nel 1923.
Sotto il governatorato di Roma nel 1935 il palazzo fu selezionato come sede dei Marescialli d'Italia e furono portati avanti, soprattutto negli ambienti interni, dei lavori di ristrutturazione sotto la direzione dell'architetto Costantino Costantini e dell'ingegnere Michele Oddini. I Castelnuovo risultano proprietari dell'immobile fino al decreto di esproprio del prefetto di Roma del 1939.
Nel secondo dopoguerra il palazzo diventò residenza del Ministro delle finanze mentre nel 1960 fu individuato dal neoistituito Consiglio superiore della magistratura come propria possibile sede. Tra il 1960 e il 1961 il ministero ha formalizzato il passaggio dell'immobile al CSM, con un valore stimato di 530 milioni di lire, mentre la cerimonia di inaugurazione si è tenuta il 15 febbraio 1962.
L'edificio è intitolato, dal 12 febbraio 2024, a Vittorio Bachelet, il vicepresidente del Consiglio Superiore della Magistratura assassinato nel 1980 dalle Brigate Rosse.